# Roland Terrier
Pour les articles homonymes, voir Terrier.
Roland Terrier, né le 8 juillet 1917 à Fécamp en Seine-Maritime, mort le 25 juillet 1976 à Fécamp, est un marin français qui s'illustre dans les Forces françaises libres pendant la Seconde Guerre mondiale.
Il se distingue particulièrement à Ponte Luccano pendant la campagne d'Italie et pendant la bataille de Toulon après le débarquement de Provence. Il est Compagnon de la Libération.
Après la guerre, il devient capitaine au long cours, puis inspecteur de la navigation pour les Affaires maritimes.

## Biographie

### Jeunesse, débutas maritimes
Roland Eugène Charles Terrier naît à Fécamp (Seine-Maritime) le 8 juillet 1917,. Il est issu d'une famille de marins, son père est le capitaine d'un bateau de pêche.
Il interrompt ses études à 15 ans, pour embarquer comme marin pêcheur sur un chalutier.
Roland terrier commence en janvier 1938 son service militaire dans la Marine nationale, où il signe un engagement complémentaire pour six mois. Il est affecté sur le cuirassé Jean-Bart renommé Océan pour servir de navire-école. Il obtient un brevet de radio, puis devient volontaire pour les sous-marins. Il est alors nommé sur le sous-marin Sibylle, et y embarque à Cherbourg.

### Seconde Guerre mondiale, combats pour la France libre
Au début de la Seconde Guerre mondiale, en septembre 1939, Terrier est nommé quartier maître radio chef de poste sur le patrouilleur La Lorientaise. Son navire coule un sous-marin allemand près de Cherbourg en février 1940. Il participe ensuite aux opérations d'évacuation de Dunkerque vers l'Angleterre, avec plusieurs voyages fin mai et début juin 1940.
C'est dans un camp en Angleterre en juillet 1940 que Roland Terrier entend parler de l'Appel du 18 Juin par le général de Gaulle pour continuer le combat. Il choisit alors d'y répondre, se faufile hors du camp à travers les barbelés, et s'engage dans les Forces françaises libres au 1er bataillon de fusiliers marins (1er BFM) qui vient d'être créé.
Il est ensuite détaché à la 13e demi-brigade de Légion étrangère (13e DBLE) avec laquelle il prend part à la bataille de Dakar, puis à la campagne du Gabon pour le rallier à l'Afrique française libre. Il participe en 1941 à la campagne d'Érythrée et à la campagne de Syrie.
Terrier revient à la Marine en janvier 1942, dans les Forces navales françaises libres. Il sert en qualité de quartier-maître chef radio à bord de la corvette Alysse qui assure des escortes de convois dans l'Atlantique Nord. L'Alysse est torpillée le mois suivant et coule, mais Terrier est l'un des rescapés.
À son retour en Angleterre, il est affecté dans les chasseurs de sous-marins du groupe basé à l'île de Wight, sur le chasseur no 43. Il prend part au raid de Dieppe le 19 août 1942. Son navire est ensuite à Pointe-Noire, il y est second-maître radio. Puis il est affecté sur un ancien chalutier transformé en patrouilleur, le Président Houduce, d'octobre 1943 à janvier 1944.
Il part ensuite pour Alger puis en Tunisie où il réintègre son ancien 1er BFM devenu le 1er régiment de fusiliers marins (1er RFM) qu'il avait demandé à rejoindre. Il y est affecté au 3e escadron de reconnaissance dirigé par « Kermadec » (Jean Brasseur-Kermadec). Comme second maître de 1re classe chef de patrouille, il sert dans cette unité pendant la campagne d'Italie, et se distingue particulièrement le 5 juin 1944 à Ponte Luccano.
Après le débarquement de Provence en août 1944, il prend part de façon remarquée aux combats de la bataille de Toulon, en détruisant le 23 août 1944 une arme antichar au mont Faron. Il participe à la suite de la campagne de libération de la France, notamment à la bataille des Vosges et à la bataille d'Alsace.
Il est créé Compagnon de la Libération par le décret du 20 janvier 1946.

### Capitaine au long cours, inspecteur de la navigation
Démobilisé, il veut devenir capitaine dans la marine marchande. Il intègre l'École nationale de navigation maritime de Paimpol, et obtient en 1947 le brevet de capitaine au long cours.
Il est second capitaine sur un bateau de grande pêche jusque fin 1950, puis second sur un gros pétrolier, et devient capitaine commandant en 1959.
À partir d'octobre 1961, il est nommé inspecteur suppléant de la navigation, et travaille pour la direction des Affaires maritimes de Normandie et de la mer du Nord. Il est en poste au Havre, jusqu'à sa retraite en 1971.
Il est en 1974 un des premiers signataires d'un appel des gaullistes en faveur du candidat de la gauche. L'année suivante, il est un des créateurs du « Comité national des gaullistes pour le 8 mai ».
Roland Terrier meurt le 25 juillet 1976 à Fécamp.

## Hommages et distinctions

### Distinctions
Les principales distinctions de Roland Terrier sont :
- Chevalier de la Légion d'honneur ;
- Compagnon de la Libération, par décret du 20 janvier 1946 ;
- Médaille militaire ;
- Croix de guerre 1939–1945, avec cinq citations ;
- Médaille de la Résistance française, avec rosette ;
- Médaille coloniale avec mention « Erythrée » ;
- Médaille commémorative des services volontaires dans la France libre.

### Autres hommages
- Une stèle en son honneur est érigée le 2 septembre 2019 à Fécamp[5].
- Son nom figure sur la grande stèle commémorative des compagnons de la Libération, au musée de l'Armée, à Paris.